# Olivia Brown
Olivia Margarette Brown (Francoforte, 10 aprile 1960) è un'attrice statunitense.

## Biografia
La Brown è nata a Francoforte (Germania Ovest), e cresciuta a Livonia (Michigan). La sua famiglia si è poi trasferita in California, dove si è diplomata alla Santa Monica High School. Ha interpretato il detective Trudy Joplin in Miami Vice e Vanessa Hargraves in Quattro donne in carriera. Ha anche interpretato Patricia Hamilton in Settimo cielo e Barbara Lee in Moesha. La Brown ha recitato in diversi film, tra cui Getta la mamma dal treno, 48 ore, All Tied Up e Strade di fuoco. Ha recitato inoltre in numerosi episodi di Lois & Clark: Le nuove avventure di Superman nella parte di una sensitiva chiamata Star.

## Vita privata
Olivia è stata sposata con Mykelti Williamson per due anni, dal 1983 fino al loro divorzio nel 1985. Suo fratello è Steve Brown, che ha giocato per gli Houston Oilers della NFL alla fine degli anni '80. Attualmente è sposata con James Okonkwo, con il quale ha due figli.

## Filmografia

### Cinema
- 48 ore (48 Hrs.), regia di Walter Hill (1982)
- Strade di fuoco (Streets of Fire), regia di Walter Hill (1984)
- Getta la mamma dal treno (Throw Momma from the Train), regia di Danny DeVito (1987)
- Identity Crisis, regia di Melvin Van Peebles (1989)
- Il migliore amico dell'uomo (Man's Best Friend), regia di John Lafia (1993)
- Uno scapolo molto abile (All Tied Up), regia di John Mark Robinson (1994)
- Mr. P's Dancing Sushi Bar, regia di Hirotaka Tashiro (1998)
- Cuori di vetro (Not Easily Broken), regia di Bill Duke (2009)
- Fast Lane, regia di David Betances (2010)
- House Arrest, regia di William Washington (2012)
- Our Dream Christmas, regia di Dan Garcia (2017)

### Televisione
- T.J. Hooker – serie TV, episodio 2x17 (1983)
- Hill Street giorno e notte (Hill Street Blues) – serie TV, 22 episodi (1983)
- Miami Vice – serie TV, 110 episodi (1984-1989)
- Love Boat (The Love Boat) – serie TV, 2 episodi (1986)
- Monsters - serie TV, episodio 2x05 (1989)
- Otto sotto un tetto (Family Matters) - serie TV, episodio 1x09 (1989)
- Paradise – serie TV, episodio 2x05 (1989)
- Omicidio nell'ombra (Memories of Murder) – film TV, regia di Robert Michael Lewis e Robert Lewis (1990)
- Caro John (Dear John) - serie TV, 22 episodi (1990-1991)
- Quattro donne in carriera (Designing Women) – serie TV, 24 episodi (1990)
- Roc – serie TV, 1 episodio (1991)
- Out All Night – serie TV, 1 episodio (1993)
- Willy, il principe di Bel-Air (The Fresh Prince of Bel-Air) – serie TV, episodio 3x21 (1993)
- CBS Schoolbreak Special – serie TV, 1 episodio (1994)
- The Sinbad Show – serie TV, 1 episodio (1994)
- Lois & Clark - Le nuove avventure di Superman (Lois & Clark: The New Adventures of Superman) – serie TV, 22 episodi (1995-1996)
- Sister, Sister – serie TV, 1 episodio (1995)
- Settimo Cielo (7th Heaven) - serie TV, 77 episodi (1996-2003)
- Beverly Hills 90210 (Beverly Hills, 90210) - serie TV, 30 episodi (1997)
- The Gregory Hines Show – serie TV, 1 episodio (1997)
- Murder Call – serie TV, episodio 2x03 (1998)
- Moesha – serie TV, 22 episodi (2001)